# Mahila Dakshata Samiti
Mahila Dakshata Samiti (Women's Empowerment Committee) är en indisk kvinnoorganisation som bildades 1977. 
1993 valdes Suman Krishan Kant till ordförande för organisationen och har sedan omvalts ett flertal gånger.